# О’Брайен, Конан
Ко́нан Кри́стофер О’Бра́йен (англ. Conan Christopher O'Brien; 18 апреля 1963, Бруклайн, Массачусетс) — американский комик ирландского происхождения, телеведущий, сценарист. С 1993 года по 2009 год был ведущим популярного вечернего телешоу канала NBC «Поздней ночью с Конаном О’Брайеном». В 2009 и 2010 годах был ведущим передачи «The Tonight Show with Conan O’Brien». С 8 ноября 2010 года по 24 июня 2021 года вёл телешоу «Conan» на канале TBS. 2 марта 2025 года выступил в качестве ведущего 97-й церемонии вручения кинопремии «Оскар».

## Биография
О’Брайен родился в Бруклайне, штат Массачусетс (не путать с нью-йоркским Бруклином) в семье Томаса О’Брайена, доктора-эпидемиолога и профессора медицины Гарварда и Руфи О’Брайен, юриста и партнера в консалтинговой компании Роупс и Грей. Конан — третий из шести детей в семье. Семья О’Брайенов была ирландской католической семьёй, предки которой иммигрировали в США ещё до гражданской войны. В одном из эпизодов (серий) Late Night шоу Конан О’Брайен снялся в Ирландии, в графстве Керри, где жили и откуда произошли его предки.
О’Брайен учился в средней школе Бруклайна (англ. Brookline High School), где был главным редактором школьной газеты «The Sagamore». На втором курсе О’Брайен был стажёром конгрессмена Роберта Дринана, а на последнем выиграл конкурс письма Национального совета преподавателей английского со своим коротким рассказом «Хоронить живых» (англ. To Bury the Living). После прощальной речи в 1981 году, он поступил в Гарвардский университет. О’Брайен жил в общежитии Holworthy Hall во время его первого года в Гарварде, а оставшиеся три — в Mather House. Он сосредоточился на истории и литературе и окончил с отличием в 1985 году. В своей диссертации О’Брайен основывался на использовании детей в качестве символа в работах писателя Уильяма Фолкнера и писательницы Фланнери О’Коннор. В университете О’Брайен недолго был барабанщиком в группе под названием «The Bad Clams» (с англ.: Испорченные моллюски), был писателем юмористического журнала «The Harvard Lampoon» («Гарвардский пасквилянт»), и разработал пародию популярной игры один на один One on One: Dr. J vs. Larry Bird, в которой профессиональный баскетбольный клуб «Бостон Селтикс» играли против классической балетной труппы. Будучи второкурсником, он стал президентом «Гарвардского пасквилянта». В это время, будущий босс О’Брайена на NBC — Джефф Цукер — был президентом школьной газеты The Harvard Crimson.
В начале своей карьеры на телевидении Конан О’Брайен был автором сценариев популярной телепрограммы «Saturday Night Live» и писал сценарии для мультсериала «Симпсоны».
Вместе с бывшим соседом по общежитию в Гарварде отцом Полом Б. О'Брайеном, бейсболистом Шоном Кейси и дизайнером Майком Тотом основал организацию по борьбе с голодом Labels Are For Jars, на базе которой в 2006 году был открыт центр питания Cor Unum в Лоуренсе, штат Массачусетс.

## Карьера

### Saturday Night Live(1987—1991)
О’Брайен переехал в Лос-Анджелес после окончания учёбы, чтобы присоединиться к редакции газеты HBO Not Necessarily the News. Также он был писателем недолговременного шоу «The Wilton North Report», где регулярно выступал с импровизационными группами, в том числе с The Groundlings. В январе 1988 года продюсер шоу «Saturday Night Live», Лорн Майклз, нанял О’Брайена как сценариста. За три года на «SNL» он написал такие значительные скетчи, как «Mr. Short-Term memory» (с англ.: Мистер кратковременная память) и «The Girl Watchers» (в свободном переводе с англ.: Глазеющие на девушек); последний был исполнен Томом Хэнксом и Джоном Ловитцем.